# Suedehead
Suedehead (englisch suede = Rauleder, head = Kopf) ist heute eine Sammelbezeichnung für die Angehörigen einer der Skinheadszene ähnlichen Subkultur.

## Geschichte
Die ersten Suedeheads tauchten etwa 1969 auf. Es gibt folgende Theorien über die Entstehung der Suedeheads:
- Der lange kalte Winter 1969/70 soll dazu beitragen haben, dass sich einige Skins die Haare wachsen ließen, obwohl es schon vorher immer schon Skinheads gab, die die Haare länger trugen, wie beispielsweise zu sehen auf dem Plattencover „Skinhead Moonstomp“ der britischen Band Symarip von 1969.
- Der Film Bronco Bullfrog von 1969, ein sog. kitchen sink drama, das im Working-Class Milieu des Londoner Eastend spielt und in dem Suedeheads zu sehen sind, soll die Entwicklung gestartet haben.
- Abgestoßen vom Gewalt-Image der Skinheads wurden Jugendliche dieser Szene, die nicht mehr als Mitglieder sich prügelnder Jugendbanden, der Bovver-Brigades, gelten wollten, zu Suedeheads.
- Der Macho-Kult und das brutale Image der Skins fand in den späten 1960er Jahren bei der Damenwelt keinen großen Anklang. Skingirls, oder auch Renees waren erst seit der zweiten Skinhead-Welle weiter verbreitet.

Die Bezeichnung Suedehead rührt von der Haarlänge her: die Haare dieser ehemaligen Skinheads waren in der Regel 3–4 cm lang und zeichneten sich durch Kämmbarkeit aus.
Suedeheads sind eine "Weiterentwicklung" der Skinheads, sie übernahmen den smarten Stil und veränderten ihn durch viele kleine Details, wie z. B. die Sockenfarbe. Einige prominente Mitglieder der frühen Oi!-Szene wie Jimmy Pursey von Sham 69 oder Garry Bushell von The Gonads rechneten sich selbst den Suedeheads zu.
Eine weitere Theorie ist die, dass der Skinhead-/Suedehead-Style gewissermaßen keinen neuen Stil, sondern Ende der 1960er Jahre eine Rückbesinnung auf einen früheren, nämlich den ursprünglichen Mod-Style darstellt. Der ursprüngliche "Preppie"-Look der ersten Mods der ausgehenden 1950er und frühen 1960er Jahre war stark am amerikanischen College-Look (auch "Ivy League" oder eben "Preppie" genannt) orientiert, wie man ihn an den amerikanischen G.I.s und im Kino sah. Schauspieler wie Steve McQueen waren Mod-Ikonen, und ihr Stil – Penny Loafers, Brogues, Button-Down-Hemden, Sta-Prest und Windjacke ("Harrington") für "casual" und schmal geschnittener "Tonic-Suit" und Car Coat oder kurzer Trench mit verdeckter Knopfleiste für "smarte" Anlässe – wurden prägend. 1967 wird gemeinhin als das Jahr des Niedergangs der ersten Mod-Welle angesehen. Viele Mods waren nicht nur vom Ausverkauf des Stils, sondern auch von der zunehmenden "Psychedelisierung" und Feminisierung der Mode – Farben, Haarlänge etc. – abgestoßen. Eine Rückkehr zu den Ursprüngen des Stils lag für diese "Hard Mods" nahe. Allerdings wurde nicht 1:1 kopiert, sondern es kamen neue Stilelemente hinzu, die typisch britisch – und zugleich sehr männlich – waren. Interessanterweise waren dies sowohl Anleihen an den Kleidungsstil der britischen Upper Class (wie z. B. der klassische Crombie oder auch der fest gerollte Regenschirm als Accessoire) als auch der britischen Arbeiterklasse (DocMartens, Hosenträger).
In den 1980er Jahren erlebte die Bewegung in Großbritannien sowie in Deutschland und Österreich einen Aufschwung, indem Skinheads sowie Mods anfingen, sich für die Suedeheads zu interessieren. Zu dieser Zeit gab es auch einige Suede-Fanzines: „The Suedehead Times“, „The Upsetter“, „Summer Suede“ (alle aus Großbritannien) und das „Intensified“ aus Deutschland.
Dieser erste Aufschwung hielt sich ca. bis 1985.
Den zweiten Aufschwung gab es in den 1990er Jahren. Auch dieser brachte einige Fanzines hervor, u. a. das „Fantomas“ aus Frankreich und „Mit Schirm, Charme und Melone“ aus Deutschland. Der zweite Aufschwung endete ca. 1994/95. Aber auch im neuen Jahrtausend gibt es immer noch Menschen, die sich als Suedeheads bezeichnen.

## Aussehen/Kleidung
Die Haare der meisten Suedeheads waren ca. 3–4 cm lang. Auch leichte Oberlippenbärte oder Kinnbärte waren beliebt.
Die Kleidung der Suedeheads bestand aus:
- Sta-Prest-Hosen von Levi’s.
- Button-down Hemden, vorzugsweise der Marke Ben Sherman, sogenannte Grandpa-Hemden (Kragenlos) der Marke Brutus und Penny-Collar Shirts (Button-down Hemden mit runden Kragenspitzen).
- Loafers, Brogues oder Norvegians.
- Crombie-Mäntel oder auch Trenchcoats der Firma MAC, Im Winter: Sheepskin-Mäntel
- Anstatt Hosenträgern wurden schmale Gürtel getragen.
- Anstelle von Krawatten waren weiße Seidenschals, bzw. Halstücher beliebt, die den Hemdkragen oder in den Crombie-Mantel gesteckt wurden.
- Allgemein waren karierte Sachen (Tartan und das sogenannte Küchentuch-Muster) und Wildlederjacken (Suede-Cardigans) sehr gefragt.
- Abends wurden blaue, schwarze, braune oder Tonic-Anzüge (drei Knopf, drei Taschen) oder auch zweireihige Gangster-Anzüge in blau, schwarz oder mit Nadelstreifen-Muster getragen.
- Außerdem Bowler und Stockschirm oder auch Pork Pie Hat.
- Beliebt waren auch Cord-Jeans-Anzüge (bzw. Jeans-Anzüge im Allgemeinen).
- Polohemden der typischen Mod- und Skin Marken (Fred Perry, Ben Sherman, Lonsdale oder Merc) hatten eher beim Suedehead-Revival Konjunktur.
- Bunte, einfarbige Socken, hauptsächlich in den Grundfarben.
- einfarbige Wollpullover mit V-Ausschnitt.

## Musik
Die musikalischen Vorlieben lagen bzw. liegen beim Ska, Rocksteady und Early Reggae.
Dazu kamen Motown- und Northern-Soul-Klänge. In den 1980er Jahren gab es noch eine Vorliebe für Oi-Punk-Bands, die im Clockwork-Orange-Stil auftraten, und in den 90er Jahren kam noch Latin Soul dazu. In all den Jahren wurden aber auch immer Modbands gehört.
Oft werden folgende Bands mit dem Suedehead-Stil in Verbindung gebracht: The Style Council (frühe Phase), Madness oder die „Blades“. Eine Band, die wirklich aus Suedeheads bestand, waren die „Marylebone Martyrs“, sie brachten nur ein Tape heraus, auf dem nur drei Stücke enthalten waren: „In Unity...Nothing“: Dieses war ein Cocktail aus Ska, 60er-Jahre-Soul und melodischem Punk. Der Name der Band war aus dem Richard-Allen-Roman „Suedehead“ entliehen.

## Trivia
- Auf dem Albumcover von "Absolutely", der zweiten Platte von Madness, sind einige Bandmitglieder im Suedehead-Stil gekleidet.
- The-Smiths-Sänger Morrissey koppelte erfolgreich eine Single mit dem Namen Suedehead aus.

## Film
Barney Platts-Mills Underground Film "Bronco Bullfrog" von 1969 spielt im Londoner Suedehead-Milieu und löste die erste Welle der Suedeheads aus.